# Die Frau mit dem Etwas
Die Frau mit dem Etwas ist eine deutsche Stummfilmkomödie aus dem Jahre 1925 von Erich Schönfelder. Die Titelrolle spielte Lee Parry, als ihr Galan ist Bruno Kastner zu sehen.

## Handlung
Der Artist Felix Müller ist ein wenig eine Mischung aus Pfiffikus, nonchalanter Frauenbetörer und eleganter Windhund, der sich keine Gelegenheit entgehen lässt. Von seinem verstorbenen Freund Don Miguel di Calvarezzo, einem ehemaligen Stierkämpfer, hat er dessen Namen und Titel geerbt, sodass sich der treudeutsche Felix Müller nunmehr Don Rodrigo di Calvarezzo nennt. Mit diesem schmuckvollen Namen versehen, antwortet Felix, der Glückliche, auf ein Gesuch der schon etwas älteren und verlebten wohlhabenden Witwe Lieschen Klumpp, die eine Eheannonce in die Zeitung gesetzt hat.
Müller nutzt mit seinem Heiratsversprechen die ältliche Frau aus und plündert, in Aussicht auf eine anstehende Vermählung, ihre Mitgift. Dann aber lässt er die Witwe fallen und orientiert sich um. Seine neue Flamme ist die hübsche Tochter eines Klumpp-Bekannten, des Justizrates Walter Zug, heißt Lu und bringt ihn fortan in reichlich turbulente Situationen. Plötzlich wird Felix alias Don Rodrigo verdächtigt, ein Hochstapler zu sein und muss sogar in Haft. Am Ende aber macht Felix Lu, die Frau mit dem Etwas, zu seiner Ehefrau.

## Produktionsnotizen
Die Frau mit dem Etwas, manchmal auch mit dem Untertitel Sechs Akte aus dem Leben einer kapriziösen Frau versehen, entstand im Mai 1925 im Jofa-Atelier in Berlin-Johannisthal, passierte am 10. August 1925 die Zensur und wurde am 27. August desselben Jahres in Berlins Marmorhaus uraufgeführt. Der mit Jugendverbot belegte Streifen besaß sechs Akte, verteilt auf 1909 Metern Länge, die sich nach geringfügigen Änderungen auf 1899 Meter reduzierten.
Produzent Richard Eichberg hatte auch die künstlerische Oberleitung, seine damalige Ehefrau war die Hauptdarstellerin Parry. Kurt Richter gestaltete die Filmbauten.

## Kritik
Paimann’s Filmlisten resümierte: „Das Sujet beginnt zu seinem Vorteile als Komödie, um dann gegen die Groteske hin abzuschwenken, zu welcher es aber infolge der, operettenmäßig orientierten … Regie nicht kommt.“